# Sunet
Sunet, Swedish University Computer Network (svenska universitetsdatanätverket, tidigare vanligtvis presenterat i versaliserad form, SUNET), är ett datornätverk som kopplar samman Sveriges universitet och högskolor. Totalt är 24 orter uppkopplade mot Sunet. Det har kontakt med Internet i omvärlden genom nätverket NORDUnet som kopplar samman de olika universitetsnäten i Danmark, Finland, Island, Norge och Sverige. Driftansvaret för Sunet hanterades mellan 2007 och 2019 väsentligen av organisationen NUNOC, som även använder olika underleverantörer. Vid årsskiftet 2019–2020 tog Sunet återigen över driftansvaret. Sunet är ett rådgivande organ under Vetenskapsrådet, Sveriges största statliga forskningsfinansiär.
Kostnaden för Sunet:s verksamhet fördelas till största delen på anslutna universitet och högskolor enligt en fördelningsnyckel. Men en del bekostas av Utbildningsdepartementet via det förvaltande organet Vetenskapsrådet.

## Historia
Vid ett möte med Styrelsen för teknisk utveckling (STU) konstaterade man 1979 att forskare i Sverige samarbetade för lite. De svenska forskarna menade att de saknade ett datanät att samarbeta över, liknande ARPANET som de amerikanska forskarna använde sig av. Detta blev starten för Sunet som kom till i början av 1980-talet genom ett särskilt program av Forskningsrådsnämnden (FRN) och STU. När programmet var slut tog universitetsdatorcentralerna på sig att driva Sunet vidare. Till en början bestod nätet av ett antal hopkopplade terminalväxlar som gjorde det möjligt att ansluta en Datorterminal på en plats till en dator på en annan universitetsort.
Under 1986 moderniserades nätverket till att möjliggöra kommunikation mellan datorer tillverkade av Digital (Digital Equipment Corporation). Kommunikationen baserades på Digitals nätprotokoll DECnet och Televerkets X.25-tjänst Datapak. Att just Digital-datorer fick möjlighet att kopplas samman berodde på att en mycket stor andel av universitetens datorer, med kommunikationsmöjligheter, var tillverkade av Digital. Till en början var det ungefär 65 datorer av typ VAX, PDP, DEC-10/20 som anslöts. Men efter några år blev det ohållbart ekonomiskt och praktiskt att ha kvar Televerkets X.25-tjänst. År 1988 hyrdes därför ett antal fasta telelinjer, samtidigt möjliggjorde man kommunikation mellan andra datorer än enbart datorer från Digital. Detta medförde att mer än 2 000 datorer blev anslutna till Sunet.
Efter detta har utvecklingen gått snabbt. Under 1988/89 infördes 6 linjer på 64 kbit/s vardera i ett så kallat LAN-bryggenät, samtidigt som superdatorer hos NSC (Nationellt superdatorcentrum, Linköping) och Superdatorcentrum Norr (SDCN Sundsvall) anslöts och NORDUnet kom till. Via Nordunet anslöts Sunet till USA och Princeton University vilket innebar att svenska studenter och forskare fick tillgång till internet på riktigt. LAN-bryggenätet utvecklades snart med ytterligare 6 stycken linjer på 64 kbit/s och 1990/91 kunde de flesta högskolor ansluta sig. Efterhand blev kommunikationsprotokollet TCP/IP helt dominerande i Sunet. Att Sunet tidigt valde att använda sig av IP-protokollet anses avgörande för att utvecklingen av internet kom många år tidigare till Sverige än till många andra europeiska länder.
Företag som ville gå ut på nätet var på denna tiden tvungna att gå via Sunet som huserade på KTH. Under början av 1990-talet svarade Sunet för en mycket stor andel av Internet-trafiken från Sverige. Detta blev till slut en ohållbar situation i takt med att intresset för internet ökade. År 1990 startades den första privata IP-leverantören, Swipnet, och efterhand växte allt fler kommersiella internetleverantörer fram, som tog hand om Internet-anslutning för verksamheter utanför universitetsvärlden.
Sunet skapade även Sveriges första katalog med hemsidor. Rickard Schoultz ledde arbetet med insamlingen från 1993. Detta innebar att de flesta svenska hemsidor fanns indelade i olika kataloger på sajten. Inledningsvis fanns det bara fem stycken länkar i Sunet-katalogen, men i takt med att katalogen växte så automatiserade Schoultz den. Vid denna tid existerade det inga andra förteckningar över svenska webbsidor och sidan användes av många svenska internetanvändare som startsida. Sunet-katalogen kom att bli en form av sökmotor, den första svenska i sitt slag. Sidan var uppdelad i flera olika kategorier efter ämnesval, ett system som även den amerikanska sökmotorn Yahoo använde när den lanserades två år senare. När intresset för internet tog fart i mitten av 1990-talet var Sunet ett nav i den svenska delen av webben. År 2006 köptes katalogen upp av investerare, och den finns fortfarande kvar men nu under namnet infoo.se.
Det huvudsakliga driftansvaret för Sunet låg i början hos Sunet-gruppen och därefter i många år hos KTHNOC, en driftgrupp med hemvist på KTH i Stockholm. I samband med igångkörning av den senaste versionen av Sunet, OptoSunet, under 2007 flyttades driftansvaret över till den nybildade organisationen NUNOC.
Efter att ha varit med från början efterträddes Hans Wallberg av Maria Häll som Sunet-föreståndare 1 februari 2013.

## Nätteknik
Flera generationer av nätteknik har avlöst varandra i Sunet. 
- Startades 1989 med 64 kbit/s[4]
- 1992 2 Mbit/s[4]
- 1994 34 Mbit/s[4]
- 1999 155 Mbit/s[4]
- 2000/2001 155 Mbit/s med en ryggrad på 622 Mbit/s[5]
- 2002 2,5 Gbit/s ryggrad 10 Gbit/s.[5]
- Fram till och med 2006 användes i GigaSunet centrala länkar på upp till 10 Gbit/s medan lokala anslutningar kunde göras med upp till 2,5 Gbit/s.
- Perioden 2007 och 2016 används i OptoSunet centrala förbindelser på upp till 40 Gbit/s, lokala anslutningar kan göras med 10 Gbit/s eller 1 Gbit/s beroende på behov hos varje universitet eller högskola. Dessutom har OptoSunet en möjlighet att hyra en egen förbindelse (egen våglängd) mellan två anslutningspunkter.
- Mellan åren 2016 och 2023 var det dags för nästa generation av Sunets nätverk i drift, kallat Sunet-C. Sunet-C erbjöd hastigheter på 100Gbit/s och hade trippelredundanta vägar mellan alla noder i Sverige.
- Under 2023 påbörjades nästa generation av Sunet, kallat Sunet CD, med hastigheter på 400 Gigabit/s. Sunet CD är en vidareutveckling av Sunet-C och har trippelreduntanta vägar, vilket möjliggör mycket hög driftsäkerhet. Utöver detta möjliggör Sunet CD att två punkter i nätet kan få dedikerad trafik utan routing t.ex. mellan två lärosäten för specifika forskningsuppdrag.[6]

## Några nyckelpersoner i Sunet
- Maria Häll, föreståndare för Sunet från 1 februari 2013[7]
- Börje Josefsson, ungefär teknikchef, med ansvar för teknikutveckling
- Stefan Bengtsson, ordförande i Sunets styrelse från 1 februari 2014 (då rektor vid Malmö högskola, sedan augusti 2015 rektor vid Chalmers tekniska högskola)[8]

Tidigare aktiva:
- Hans Wallberg, ungefär VD, med ansvar för samordning och utveckling under många år till 1 februari 2013 (fd datachef vid Umdac, Umeå universitet)
- Mille Millnert, ordförande i Sunets styrelse till och med 1 februari 2011 (fd rektor vid Linköpings universitet)
- Kåre Bremer, ordförande i Sunets styrelse 2011-2013 (rektor vid Stockholms universitet)
- Gun Djerf, fram till och med 2010 ordförande i Sunets tekniska referensgrupp, medlem i Sunets styrelse, Sunet-representant i Terena 2006-2010 (IT-strateg vid Linköpings universitet)
- Sven Tafvelin, mångårig medlem i Sunets styrelse, fram till och med 2010 (professor i datorteknik vid Chalmers tekniska högskola)
- Lars-Elve Larsson, mångårig medlem i Sunets styrelse (fd IT-chef vid Uppsala universitet, slutade våren 2006)
- Arne Sundström, mångårig medlem i Sunets styrelse, fd Sunet-representant i Terena (fd IT-chef vid Lunds universitet, slutade 30 juni 2006)
- Olle Thylander, mångårig sekreterare för Sunet fram till 2008, Sunet-handläggare vid Vetenskapsrådet (forskningssekreterare vid Vetenskapsrådet)
- Lennart Forsberg, mångårig Sunet-informatör fram till 2008 (informatör vid Umdac, Umeå universitet)
- Björn Eriksen, registrerade Sveriges nationella toppdomän .se 1986 och skickade den första svenska e-posten
- Rickard Schoultz, grundare och ansvarig för Sunet-katalogen